# Companhia da Nova Zelândia

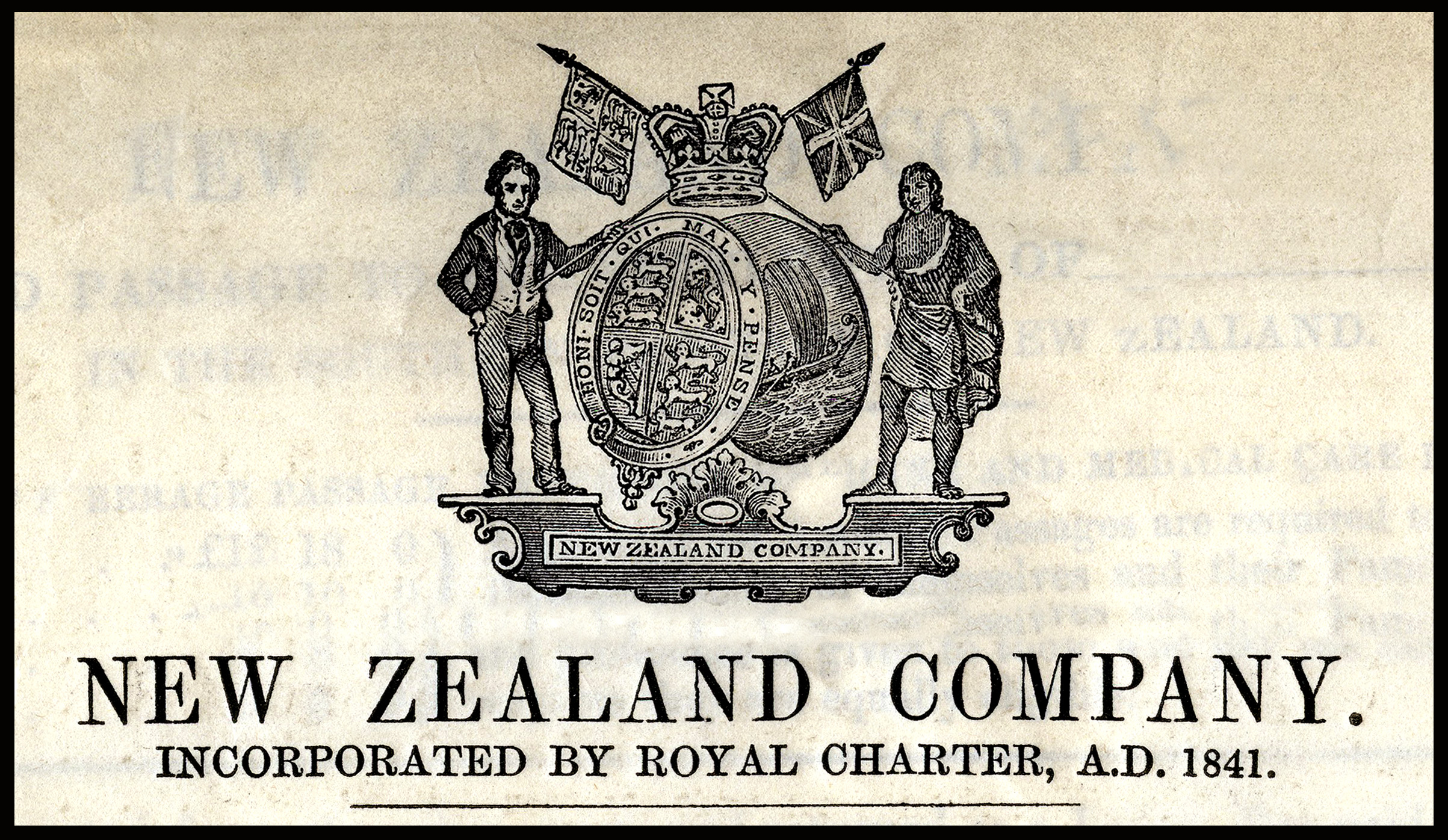
Brasão da Companhia da Nova Zelândia.

A Companhia da Nova Zelândia, (em inglês: New Zealand Company) registrada no Reino Unido, foi uma empresa que existiu na primeira metade do século XIX, e que tinha um modelo de negócios focado na colonização sistemática da Nova Zelândia.
A empresa foi formada para cumprir os princípios criados por Edward Gibbon Wakefield, que previa a criação de uma nova sociedade-modelo inglesa no hemisfério sul. De acordo com o plano proposto por Wakefield, a colônia atrairia capitalistas e mão-de-obra composta por trabalhadores migrantes que inicialmente não podiam se dar ao luxo de ser proprietários de imóveis, mas que teriam a expectativa de um dia comprar terras com suas economias.

## História da Empresa

### 1. Companhia da Nova Zelândia
A primeira Companhia da Nova Zelândia foi fundada em 1825, numa época em que a colonização era vista por alguns ricos influentes como uma resposta aos problemas da Grã-Bretanha, ao mesmo tempo em que prometia ganhos especulativos. A Sociedade era liderada por pessoas notáveis como John George Lambton (mais tarde Lord Durham), Coronel Robert Torrens (1780–1864), Russell Ellice (1799?–1873), Lord Hatherton, Stewart Marjoribanks (1774–1863) e George Lyall (1779– 1853) com o objetivo de desenvolver assentamentos comerciais e agrícolas ao redor do porto de Hokianga e ao redor do Tâmisa estabelecer e operar. O capital inicial era de 20 000 ingleses. libras juntas.
No entanto, uma expedição de 1826 que se preparava para o assentamento na Nova Zelândia foi abortada após ser recebida de forma indesejável pelos Māoris na Baía das Ilhas e no Porto de Hokianga. Problemas de financiamento finalmente fizeram com que os acionistas e patrocinadores da empresa se abstivessem de novas expedições. A Companhia da Nova Zelândia foi dissolvida.

### Associação da Nova Zelândia
Inspirada pelas teorias de colonização de Edward Gibbon Wakefield, a Associação da Nova Zelândia foi fundada em Londres em 1837, com o próprio Wakefield assumindo o cargo de diretor. Assim como na fundação da 1ª Companhia da Nova Zelândia, patronos conhecidos e influentes (Francis Baring, Lord Durham, Lord Petre, William Bingham Baring, Rev. S. Hinds, Benjamin Hawes, William Hutt, Sir William Molesworth e Henry George Ward) entre os fundadores. Os membros foram divididos em duas classes, os dispostos a liquidar e os financiadores e patrocinadores. Quando os objetivos da Sociedade foram divulgados, o lobby missionário fez forte oposição ao projeto. Finalmente, quando a Associação da Nova Zelândia teve que se reportar ao Parlamento em junho de 1838 e não recebeu apoio do governo para seu projeto, a sociedade foi dissolvida em 9 de julho de 1838.

### Companhia de Colonização da Nova Zelândia
A existência desta sociedade não pode ser suficientemente esclarecida devido a fontes conflitantes. Às vezes também se fala da Sociedade de Colonização da Nova Zelândia. Pode-se supor que o nome desta empresa seja equivalente à 2ª Companhia da Nova Zelândia.

### Companhia de Terras da Nova Zelândia
Esta sociedade também é tratada de forma imprecisa nas fontes ou o nome é usado erroneamente. Aqui, também, pode-se presumir que o nome dessa empresa é equivalente à 2ª empresa da Nova Zelândia.

### 2. Companhia da Nova Zelândia
Seis semanas depois, em 29 de agosto de 1838, 14 ex-membros da primeira Companhia da Nova Zelândia e da New Zealand Association, liderados por Lord Petre, incorporaram a Companhia da Nova Zelândia como uma corporação privada com 50 ações de £ 500 cada. O objetivo era avançar na colonização da Nova Zelândia sem o apoio do governo britânico.
Com o dinheiro arrecadado na primavera de 1839, uma expedição foi planejada para comprar terras e se preparar para a colonização da Nova Zelândia. Bem financiado com 4 000 acionistas e £ 400 000 (contradições em relação às ações, veja acima), a expedição deveria começar em maio de 1839. Mas o governo, despreparado para um maior envolvimento na Nova Zelândia, tentou interromper o projeto e impedir que o navio da expedição conservadora navegasse. Por insistência de Edward Gibbon Wakefield, em 12 de maio de 1839, sob a liderança expedicionária de William Wakefield (o primeiro irmão de Edward Gibbon Wakefield), o Tory iniciou uma ação noturna idiossincrática em Londres.
Chegando em Port Nicholson (agora Wellington) em agosto de 1839, William Wakefield imediatamente começou a comprar terras. Também a bordo estava o médico e geólogo Ernst Dieffenbach. Contratado pela Companhia da Nova Zelândia, ele embarcou em um projeto de pesquisa e documentação de dois anos para a empresa, cobrindo grande parte da Ilha Norte da Nova Zelândia.
Em 22 de janeiro de 1840, o Aurora chegou a Port Nicholson com os primeiros colonos. O assentamento de Wellington foi fundado. Seguiram-se as fundações de Wanganui (1840), New Plymouth (1841) e Nelson (1842).
As práticas da Companhia da Nova Zelândia às vezes eram duvidosas e levavam a críticas massivas e a muitos conflitos. A terra prometida aos colonos, em sua maioria, não estava disponível em qualidade ou quantidade suficiente. Compras duvidosas de terras acabaram levando a um conflito militar entre os Māoris e os colonos da Companhia da Nova Zelândia em Nelson. O conflito armado, no qual o capitão Arthur Wakefield (segundo irmão de Edward Gibbon Wakefield) foi morto junto com 22 colonos e numerosos Māoris, entrou para a história como a primeira guerra da Nova Zelândia. Com £ 60 000 devidos, ela estava efetivamente falida em meados de 1845. Apenas duas intervenções financeiras do governo britânico salvaram a empresa do colapso financeiro.
A partir de então, a Companhia da Nova Zelândia começou a anunciar em grande escala e tentou atrair muitos colonos dispostos com travessias gratuitas. Cerca de 14 000 colonos chegaram à Nova Zelândia desta forma entre 1840 e 1852. Como resultado, em 1852 a população europeia na Nova Zelândia já havia atingido cerca de 28 000 residentes. Com erros de cálculo e má gestão, também nos dois projetos de assentamento de Otago (Dunedin) e Canterbury (Christchurch), o fim da Companhia da Nova Zelândia foi finalmente anunciado. Depois que o governo britânico estava na posse de todas as terras e terras e recusou mais apoio financeiro, A Companhia da Nova Zelândia finalmente se dissolveu em 1858.